# Oberonia volucris
Oberonia volucris är en orkidéart som beskrevs av Rudolf Schlechter. Oberonia volucris ingår i släktet Oberonia och familjen orkidéer. Inga underarter finns listade i Catalogue of Life.